# 玛查理镇
玛查理镇，是中华人民共和国青海省果洛藏族自治州玛多县下辖的一个乡镇级行政单位。

## 行政区划
玛查理镇下辖以下地区：
玛查理社区、江措牧委会、江多牧委会、隆硬牧委会、尕拉牧委会、赫拉牧委会、刊木青牧委会和玛拉驿牧委会。